# Aukštojas
Aukštojas är ett berg i Litauen. Med sina 294 meter över havet är det den högsta punkten i Litauen. Berget är beläget i Medininkaihöglandet omkring 24 kilometer sydost om Litauens huvudstad Vilnius, ett par kilometer från gränsen till Vitryssland. Tidigare ansågs Juozapine cirka 500 meter därifrån vara Litauens högsta punkt men en noggrann mätning 2004 visade att Aukštojas var ca en meter högre med 293,84 meter mot 292,7 för Juozapine.